# Estels del Sud

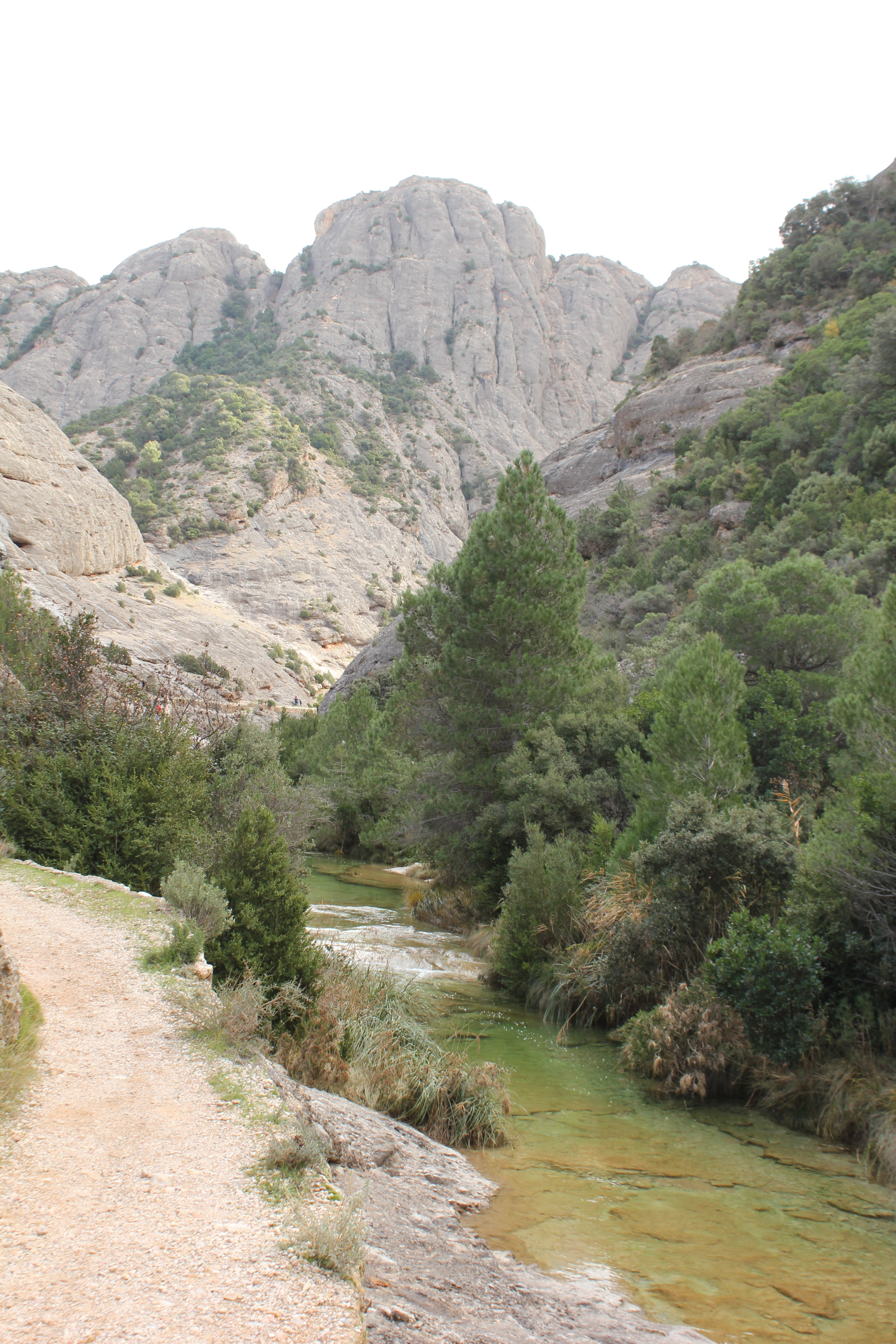
Arnes

Estels del Sud és una ruta de muntanya de 99,2 km i 4200 m de desnivell acumulat. El recorregut uneix de forma circular cinc refugis del Parc Natural dels Ports, situats al sud del curs baix de l'Ebre a les comarques del Baix Ebre, Terra Alta, Matarranya, Montsià. Discorre quasi totalment per camins i pistes de muntanya, i qualificada com a ruta d'envergadura mitjana.
La ruta dels Estels del Sud travessa el gran massís de material calcari del Parc Natural dels Ports, que determina un relleu abrupte, trencat per diverses falles i un espectacular sistema càrstic, amb coves, gorges, avencs i forats. Es poden trobar, entre d'altres, cabres salvatges així com una de les fagedes més meridionals d'Europa.

## Etapes
Les cinc etapes són:
- Refugi Caro – Paüls, 21,2 km
- Paüls – Arnes, 20 km
- Arnes – Beseit, 21 km
- Beseit – Refugi Font Ferrera, 18 km
- Refugi Font Ferrera – Caro, 18 km[2]